# Diócesis de Kaohsiung
La diócesis de Kaohsiung (en latín: Dioecesis Kaohsiungen(sis) y en chino: 天主教高雄教區) es una circunscripción eclesiástica latina de la Iglesia católica en Taiwán, sufragánea de la arquidiócesis de Taipéi. La diócesis tiene al arzobispo (a título personal) Peter Liu Cheng-chung como su ordinario desde el 5 de enero de 2006.

## Territorio y organización

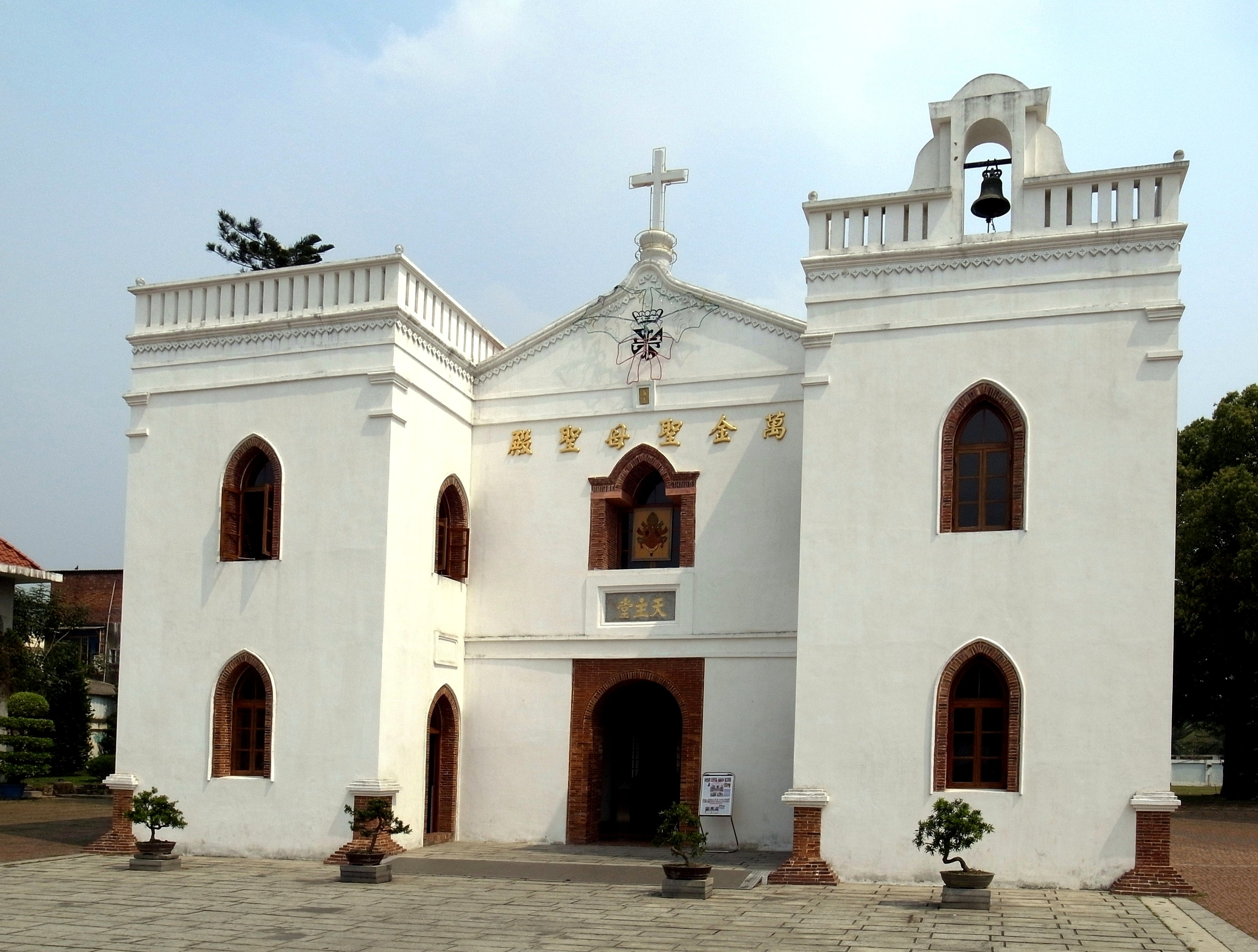
Basílica menor de la Inmaculada Concepción, Wanluan

La diócesis tiene 5723 km² y extiende su jurisdicción sobre los fieles católicos de rito latino residentes en el municipio especial de Kaohsiung y en el condado de Pingtung.
La sede de la diócesis se encuentra en la ciudad de Kaohsiung, en donde se halla la Catedral del Santo Rosario. En Wanluan se encuentra la basílica menor de la Inmaculada Concepción, la iglesia católica más antigua de la isla de Taiwán.
En 2019 en la diócesis existían 60 parroquias agrupadas en 9 decanatos.

## Historia
La prefectura apostólica de la Isla de Formosa fue erigida el 19 de julio de 1913 con el decreto Quo feliciter de la Congregación de Propaganda Fide, obteniendo el territorio del vicariato apostólico de Amoy o Hsiamen (hoy diócesis de Xiamen).
El 30 de diciembre de 1949 la prefectura apostólica cedió parte de su territorio para la erección de la prefectura apostólica de Taipéi (hoy arquidiócesis de Taipéi) y al mismo tiempo tomó el nombre de prefectura apostólica de Kaohsiung mediante la bula Quo in Insula del papa Pío XII.
El 10 de agosto de 1950 cedió una parte de su territorio para la erección de la prefectura apostólica de Taichung (hoy diócesis de Taichung) mediante la bula Ut catholicae fidei del papa Pío XII.
El 7 de agosto de 1952, por el papa Pío XII, cedió otras porciones de territorio para la erección de las prefecturas apostólicas (hoy ambas diócesis) de:
- Hwalien mediante la bula Ad Christi regnum.[4]
- Kiayi mediante la bula Ne nimia Missionum.[5]

El 21 de marzo de 1961 en virtud de la bula Quoniam secundum del papa Juan XXIII, la prefectura apostólica cedió una porción adicional de territorio para la erección de la diócesis de Tainan y al mismo tiempo fue elevada a diócesis.

## Estadísticas
De acuerdo al Anuario Pontificio 2020 la diócesis tenía a fines de 2019 un total de 36 704 fieles bautizados.
| Año                                                                             | Población            | Población | Población      | Sacerdotes | Sacerdotes    | Sacerdotes    | Bautizados por sacerdote | Diáconos permanentes | Religiosos | Religiosos | Parroquias |
| Año                                                                             | Bautizados católicos | Total     | % de católicos | Total      | Clero secular | Clero regular | Bautizados por sacerdote | Diáconos permanentes | Varones    | Mujeres    | Parroquias |
| ------------------------------------------------------------------------------- | -------------------- | --------- | -------------- | ---------- | ------------- | ------------- | ------------------------ | -------------------- | ---------- | ---------- | ---------- |
| 1950                                                                            | 10 431               | 4 879 178 | 0.2            | 17         | 3             | 14            | 613                      |                      | 14         | 112        | 10         |
| 1970                                                                            | 50 057               | 2 412 653 | 2.1            | 78         | 17            | 61            | 641                      |                      | 70         | 128        | 54         |
| 1980                                                                            | 48 931               | 3 206 500 | 1.5            | 78         | 20            | 58            | 627                      |                      | 78         | 117        | 53         |
| 1990                                                                            | 46 152               | 3 368 928 | 1.4            | 86         | 19            | 67            | 536                      |                      | 76         | 145        | 55         |
| 1999                                                                            | 46 081               | 3 600 821 | 1.3            | 92         | 21            | 71            | 500                      |                      | 84         | 147        | 62         |
| 2000                                                                            | 46 248               | 3 614 872 | 1.3            | 92         | 20            | 72            | 502                      |                      | 74         | 143        | 62         |
| 2001                                                                            | 46 454               | 3 626 206 | 1.3            | 91         | 26            | 65            | 510                      |                      | 70         | 140        | 62         |
| 2002                                                                            | 46 435               | 3 637 920 | 1.3            | 89         | 17            | 72            | 521                      |                      | 76         | 148        | 58         |
| 2003                                                                            | 47 106               | 3 649 083 | 1.3            | 83         | 18            | 65            | 567                      |                      | 67         | 143        | 62         |
| 2004                                                                            | 47 221               | 3 650 591 | 1.3            | 87         | 17            | 70            | 542                      |                      | 71         | 141        | 57         |
| 2006                                                                            | 48 000               | 3 697 000 | 1.3            | 90         | 28            | 62            | 533                      |                      | 63         | 131        | 58         |
| 2011                                                                            | 45 950               | 3 646 992 | 1.3            | 84         | 32            | 52            | 547                      | 1                    | 53         | 122        | 59         |
| 2013                                                                            | 45 247               | 3 694 000 | 1.2            | 81         | 34            | 47            | 558                      |                      | 49         | 130        | 61         |
| 2016                                                                            | 39 190               | 3 736 000 | 1.0            | 79         | 38            | 41            | 496                      |                      | 78         | 106        | 59         |
| 2019                                                                            | 36 704               | 3 598 939 | 1.0            | 74         | 36            | 38            | 496                      |                      | 75         | 115        | 60         |
| Fuente: Catholic-Hierarchy, que a su vez toma los datos del Anuario Pontificio. |                      |           |                |            |               |               |                          |                      |            |            |            |

## Episcopologio
- Clemente Fernández, O.P. † (2 de septiembre de 1913-junio de 1921 renunció)
- Thomas de la Hoz, O.P. † (27 de julio de 1921-2 de abril de 1941 renunció)
  - Sede vacante (1941-1948)[8]
- Joseph Arregui y Yparaguirre, O.P. † (5 de marzo de 1948-21 de marzo de 1961 renunció)
- Joseph Cheng Tien-Siang, O.P. † (21 de marzo de 1961-19 de agosto de 1990 falleció)
- Paul Shan Kuo-hsi, S.I. † (4 de marzo de 1991-5 de enero de 2006 retirado)
- Peter Liu Cheng-chung, por sucesión el 5 de enero de 2006